# Tatra T3RF
Tatra T3RF je model české tramvaje od firmy ČKD Dopravní systémy. Vozy tohoto typu byly vyráběny mezi lety 1997 a 1999 pro ruské zákazníky, dva vozy z celkových osmi nakonec skončily i v Brně. Tramvaj T3RF je odvozena z modelu Tatra T3R vyráběném v polovině 90. let 20. století.

## Historické pozadí

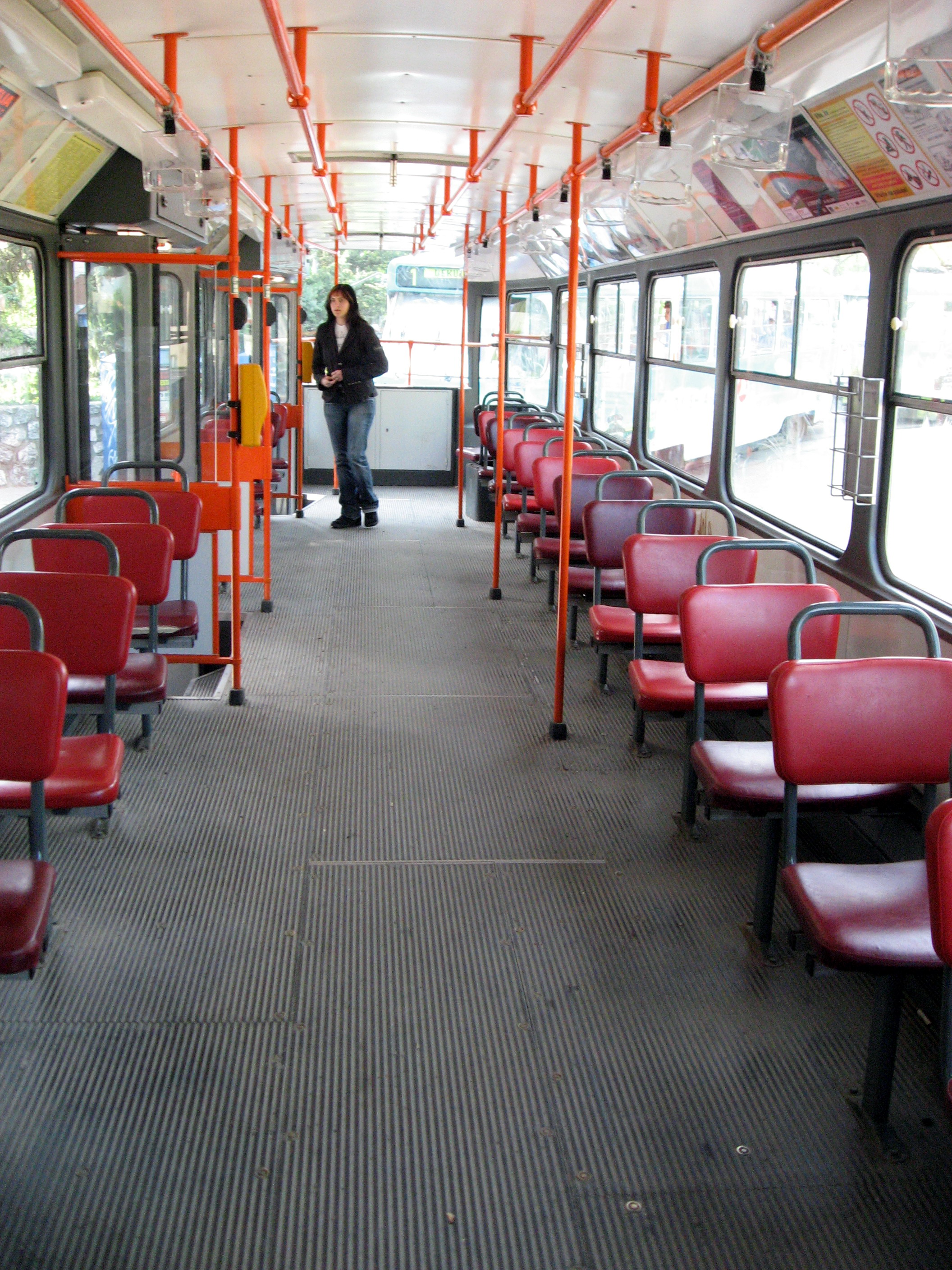
Interiér brněnské tramvaje T3RF

Po dodávce 10 nových tramvají Tatra T3R do Brna na začátku roku 1997 objednal podobné vozy i dopravní podnik z města Iževsk, který je jedním z mnoha provozovatelů klasických tramvají Tatra T3 v Rusku, na nějž pak navázala ještě objednávka tramvají ze Samary. Vozy označené jako T3RF byly designově shodné jako brněnské T3R, celkově však byly zjednodušeny (skládací dveře, klasický pantograf apod.), zároveň ale byly vybaveny modernější elektrickou výzbrojí.

## Konstrukce
Tramvaj T3RF je čtyřnápravový jednosměrný motorový tramvajový vůz. Kostra vozové skříně je vyrobena z ocelových profilů a z vnější strany je obložena plechy; obě čela vozu (od architekta Patrika Kotase) s panoramatickými skly jsou ze skelného laminátu. Podlaha vozu se nachází výšce 900 mm nad temenem kolejnice. V pravé bočnici vozu se nacházejí troje čtyřkřídlé skládací dveře. Koženkové sedačky pro cestující jsou v interiéru rozmístěny systémem 1+1 (některé iževské vozy 1+2), v zadní části vozu se nachází volný prostor pro kočárek. Na rozdíl od vozů typu T3R nemá typ T3RF dveře s poptávkovým otvíráním cestujícími, podlaha je pokryta gumovou krytinou, okna vozu jsou v horní části posuvná. Kabina vozu je uzavřená, řidič ovládá vůz ručním řadičem.
Tramvaje T3RF jsou vybaveny čtyřmi trakčními motory TE 022, každý z nich pohání jednu nápravu. Elektrická výzbroj ČKD TV14 je založena na IGBT tranzistorech, statický měnič je od firmy Alstom, proud je z trolejového vedení odebírán klasickým pantografem.
Při repasi dvou vozů pro Dopravní podnik města Brna, kterou prováděly dílny Dopravního podniku měst Mostu a Litvínova, došlo k dílčím změnám. Podvozky obou vozů byly vyměněny za nové (sestavené z dílů dodaných firmou SKD), tramvaje byly vybaveny motory TE 023, pantografy zůstaly původní, pouze byly doplněny o elektrické stahování a také byly vyměněny jejich hlavice. Interiér zůstal beze změn, vozy však byly vybaveny elektronickým informačním systémem s digitálními panely, novým prvkem také bylo dosazení poptávkového otvírání dveří cestujícími. Další menší úpravy byly provedeny v kabinách řidiče a dalších částech vozu.

## Dodávky tramvají
V letech 1997 až 1999 bylo vyrobeno celkem 8 vozů T3RF. Ačkoliv všechny byly původně určeny do Ruska, dvě tramvaje byly nakonec dodány do Brna.
| Současný stát | Město  | Článek | Typ  | Roky dodávek | Počet vozů | Evidenční čísla při dodání | Poznámky                  | Zdroj |
| ------------- | ------ | ------ | ---- | ------------ | ---------- | -------------------------- | ------------------------- | ----- |
| Česko         | Brno   | článek | T3RF | 2002         | 2          | 1669, 1670                 | původně určeny pro Samaru | [ 5 ] |
| Rusko         | Iževsk | článek | T3RF | 1997         | 4          | 1000–1003                  |                           | [ 6 ] |
| Rusko         | Samara | článek | T3RF | 1999         | 2          | 1205–1206                  |                           | [ 7 ] |

## Provoz tramvají Tatra T3RF

### Brno

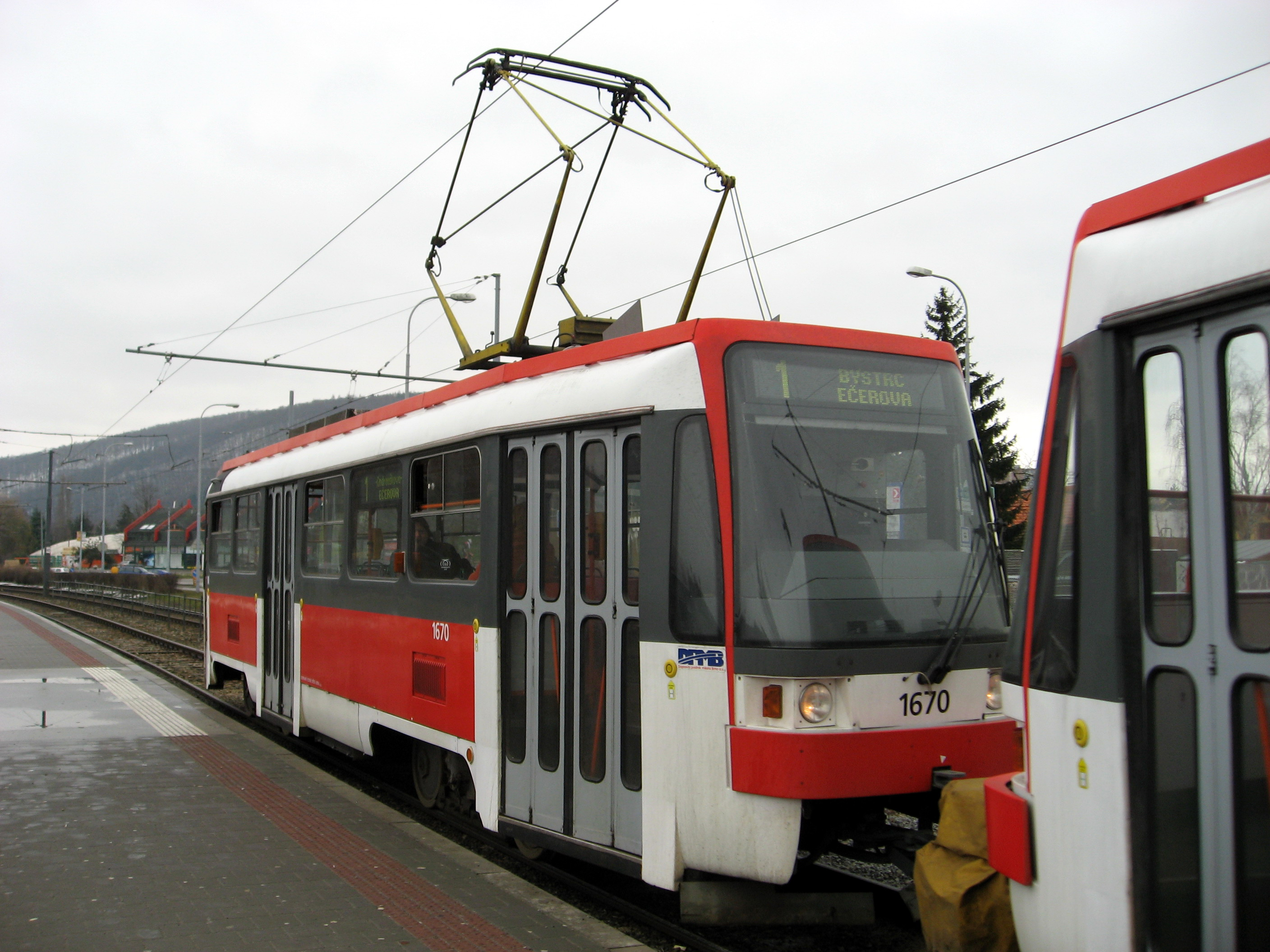
Brněnský vůz Tatra T3RF evidenční číslo 1670

Dle objednávky byly v roce 1999 vyrobeny 4 vozy T3RF pro Samaru. Protože tamní provozovatel zaplatil pouze 50 % z dohodnuté částky, byly mu dodány pouze 2 tramvaje. Dva zbývající vozy zůstaly odstaveny v areálu ČKD a po krachu firmy byly v roce 2002 odkoupeny brněnským dopravním podnikem. Před zařazením do provozu byly vozy v Dopravního podniku měst Mostu a Litvínova upraveny a vybaveny standardním zařízením, které DPMB používá i u jiných typů tramvají. Repase probíhala v mosteckých dílnách od června do září 2002, do Brna byly po odzkoušení odeslány v říjnu téhož roku.
Po zkušebních jízdách byly oba vozy označené evidenčními čísly 1669 a 1670 zařazeny do pravidelného provozu s cestujícími 30. listopadu 2002. Vozy T3RF trvale jezdily v soupravě 1669+1670, provoz ve spojení s jinými tramvajemi Tatra T3R nebyl možný. Souprava T3RF naposledy vyjela na linku 13. října 2021 a následně byla odstavena.

### Rusko

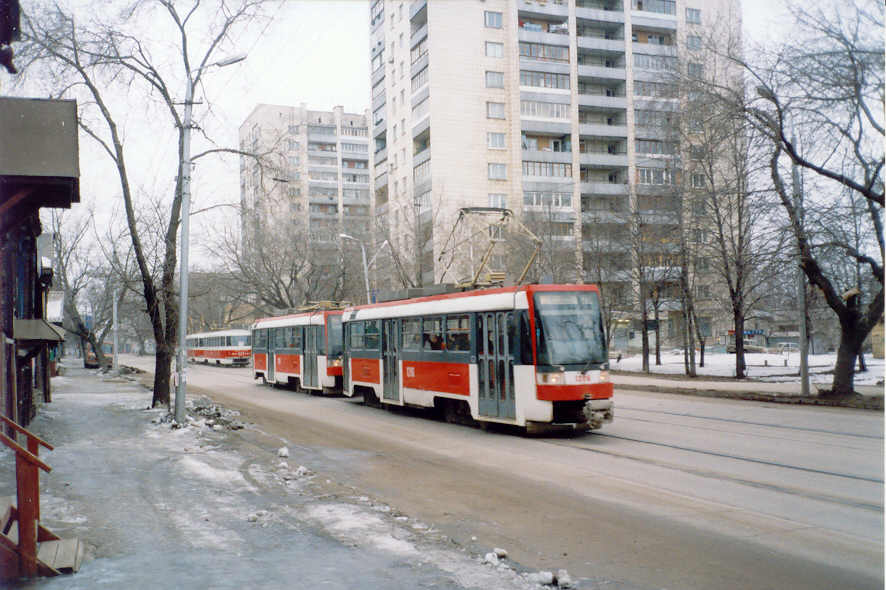
Tramvaje T3RF v Samaře

První čtyři vozy T3RF v roce 1997 zakoupil dopravní podnik v ruském městě Iževsk, kde obdržely evidenční čísla 1000 až 1003. Všechny tramvaje T3RF zde jezdí tzv. sólo.
Dvě tramvaje (ze čtyř objednaných) Tatra T3RF byly v roce 1999 dodány do Samary. Vozy označené čísly 1205 a 1206 jezdily od 14. dubna 1999 ve stabilní soupravě 1205+1206, v roce 2003 bylo pořadí vozů vyměněno, do původního stavu se vrátilo znovu roku 2010. Od roku 2011 jezdí obě tramvaje jako sólo vozy.
Jeden ze dvou vozů, které byly původně vyrobeny pro Samaru a který jezdil v Brně s číslem 1669, byl v roce 1999 zapůjčen do Moskvy na výročí 100 let tamního tramvajového provozu. Podle této tramvaje měly být modernizovány starší moskevské vozy Tatra T3, smlouva mezi dopravním podnikem a ČKD ale nebyla podepsána a tramvaj T3RF zůstala přibližně rok odstavena ve vozovně, aniž by vyjela na zkušební jízdy. Poté byl vůz vrácen zpět výrobci.